# Crimea
La península de Crimea (ucraïnès: Автономна Республіка Крим; en rus: Автономная Республика Крым; en tàtar de Crimea: Qırım Muhtar Cumhuriyeti), a l'antiguitat anomenada Tàurida (grec antic: Ταυρικὴ Χερσόνησος, Tauriké Khersónēsos, 'Península Tàurica'), és una península situada a la costa septentrional de la mar Negra de 27.000 km² i que està envoltada gairebé completament d'aigua. La península es troba just al sud de la zona continental d'Ucraïna i a l'oest de la regió russa de Kuban. La península està envoltada per dos mars: el mar Negre i la petita Mar d'Azov a l'est. Està connectada amb la Ucraïna continental per l'istme de Perekop i està connectada amb Kuban per l'estret de Kertx. La fletxa d'Arabat està situada al nord-est, una estreta franja de terra que separa un sistema de llacunes anomenades Sivaix des del mar d'Azov.
La sobirania de la península està disputada entre Ucraïna i Rússia. En virtut de la Constitució d'Ucraïna, com reconeixen els tractats internacionals, la península és una part integral d'Ucraïna, dividida entre la República Autònoma de Crimea i la ciutat de Sebastòpol, al sud-oest. Crimea i Sebastòpol van declarar-se conjuntament un estat independent el març del 2014, després del resultat del controvertit referèndum de Crimea el 16 de març de 2014, després del qual s'afirmà que 96,77% dels votants van optar per unir-se amb Rússia. Seguidament, el 21 de març Rússia els va admetre com a subjectes federals: República de Crimea i ciutat federal de Sebastòpol. Ucraïna i gran part de la comunitat internacional, que rebutgen el referèndum com a il·legítim, no reconeixen la reclamació de Rússia i consideren que els governs russos de Crimea i Sebastòpol són il·legítims.

## Geografia física

### Orografia
La península està dividida en tres zones, amb muntanyes que formen cadenes paral·leles d'un anticlinal força asimètric:
- La costa, que és plana i gaudeix d'un clima benigne

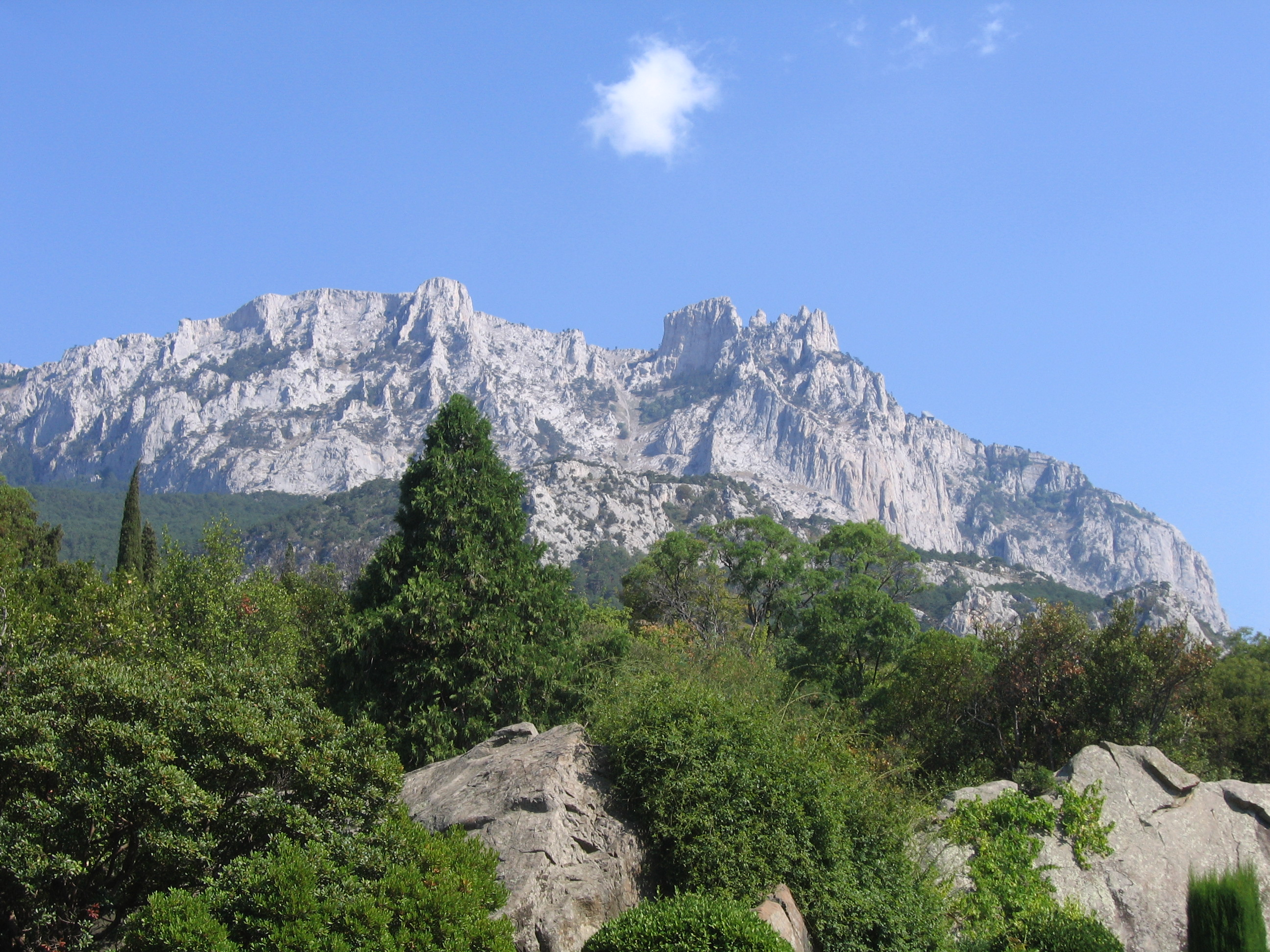
La muntanya d'Ai-Petri

- La planura de Crimea, que ocupa el 75% del país i acaba a l'est a les albuferes o estanys del Sivaix.
- Les Muntanyes de Crimea, amb les alçàries de Roman-Koix (1548 m), Demir-Kapu (1540 m), Zeitin-Koix (1537 m), Kemal-Egerek (1529 m), Khatir Dagh (1521 m) i d'altres, com ara el conegut Ai-Petri (1243 m).

### Hidrografia

#### Rius
Pel que fa als rius, els principals són els:
- Salguir - el riu més llarg de Crimea, amb 232 km. Neix al peu del mont Txatir-Dagh o Dah o Dag, a la confluència de l'Angar i el Kizilkobinka i desemboca al sistema d'albuferes de Sivaix. Passa per la capital de Crimea, Simferòpol.

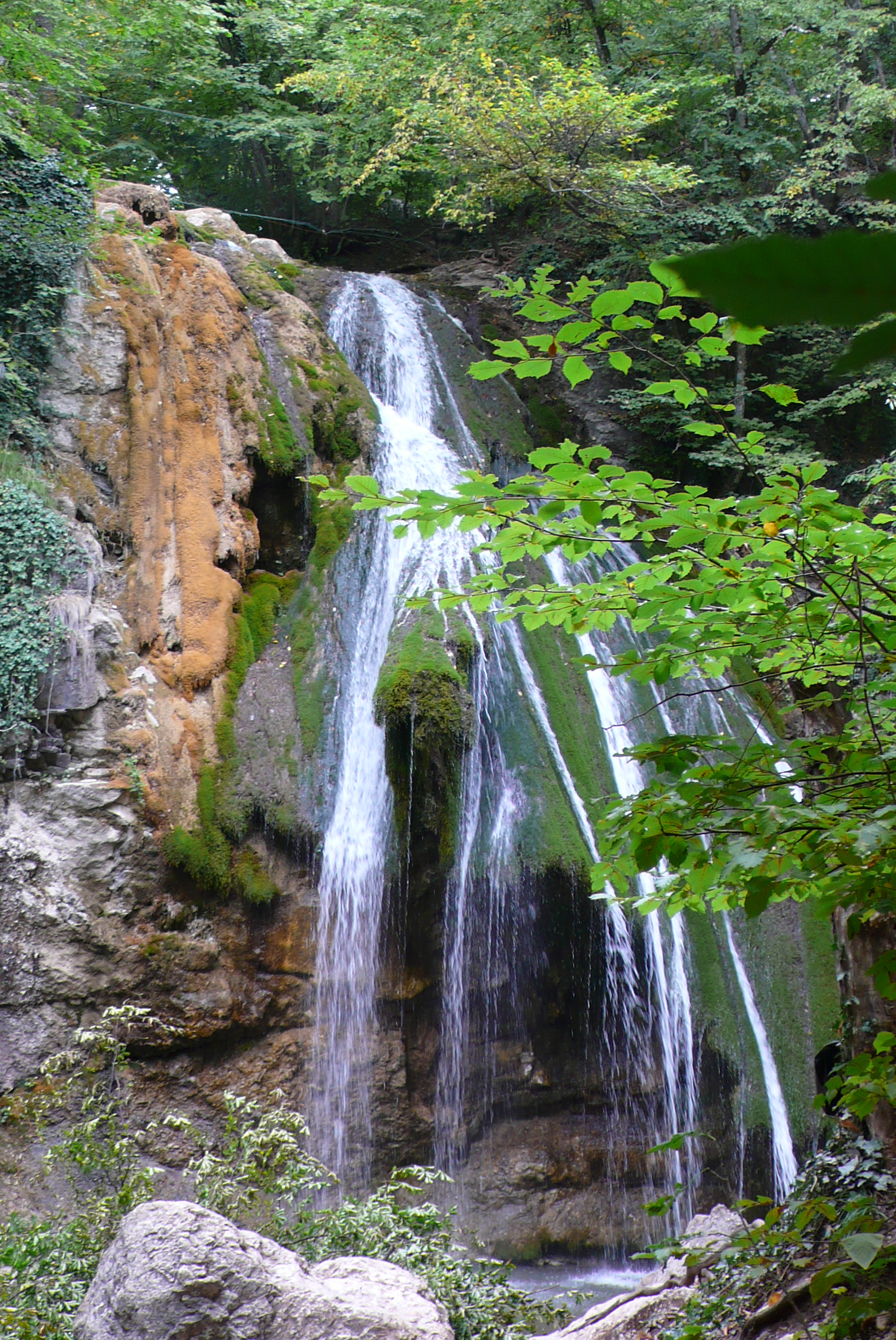
Les cascades del Djur-Djur, al riu Ulu-Uzeni Oriental.

- Biiuk-Karassu o Büiük Karassuv - té una llargada de 86 km. Neix al Karabí Iailà o massís del Karabí i desemboca al Salguir. Junt amb aquest últim, forma el sistema fluvial més important de Crimea.
- Txorhun - neix al poble de Rodnikivske i desemboca a la badia de Sebastòpol, a la mar Negra, passant per Inkerman. Té una llargada d'uns 34 km. És un riu que creix a la tardor-hivern i disminueix a l'estiu, d'acord amb el clima Mediterrani de la regió.

Vegeu una imatge del Txorhun a mig camí cap a la mar.
- Almà - amb una llargada de 84 km, neix al iailà o massís de Babuhan-Iailà i desemboca a la mar Negra entre Sebastòpol i Ievpatòria.
- Katxa - 69 km. de llargada, neix a la confluència de dos rius al iailà o massís de Babuhan-Iailà i desemboca a la mar Negra prop de Sebastòpol.
- Belbek - 63 km. de llarg, neix a la confluència de dos rius a les Muntanyes de Crimea i desemboca a la mar Negra prop de Sebastòpol.
- Kizilkobinka - neix a la cova de Kizil-Koba o Cova vermella i passa uns 13 km sota terra. Després travessa uns 5 km. abans de confluir amb l'Angar, els dos rius originant el Salguir.
- Ulu-Uzeni Oriental, a les Muntanyes de Crimea. Aquest riu és conegut per albergar les cascades més importants de Crimea, les cascades Djur-Djur, entre moltes altres al seu curs superior. Ha anat gratant l'afrau del Khapkhal. Desemboca a la mar Negra prop d'Aluixta.

#### Llacs i embassaments
Alguns llacs d'aigua dolça i embassaments de Crimea:
- Estany de Txorhun - llac o embassament al principi del riu Txorhun.
- Embassament de Simferòpol, al Salguir.

#### Albuferes o límans
Hi ha moltes albuferes, anomenades líman en ucraïnès, com ara:
- El sistema d'albuferes de Sívaix, a la costa de la mar d'Azov una part del qual és parc nacional.
- El llac salat de Donuzlav.
- El llac salat de Sasyk, homònim d'un altre líman a l'óblast d'Odessa.
- El llac salat de Sakske.
- El llac de Aktaske, a la mar d'Azov vora Sxolkine.

#### Canals
- El Canal de Crimea del Nord o canal de Crimea septentrional — porta aigua del Dniéper a Crimea. Començant a l'embassament de Kakhovka, al Dniéper, i arriba fins a Kertx. Amb una llargada de 402 km, va ser construïda del 1961 al 1971 per a regadiu i aigua potable.

## Població

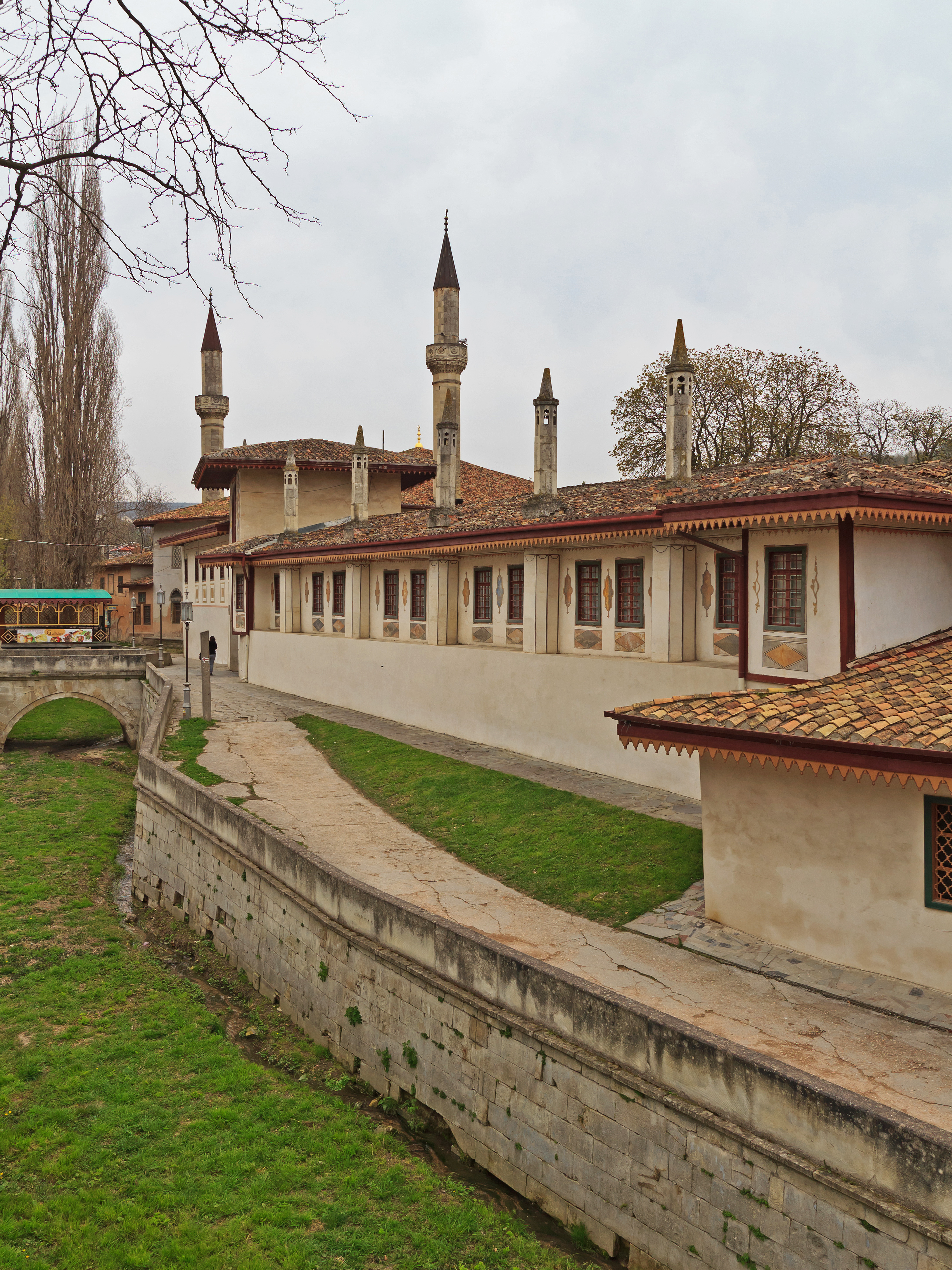
Palau dels tàtars de Crimea a Bakhtxisarai

Segons el cens ucraïnès del 2001, la població de Crimea es repartia aleshores entre els següents grups ètnics:
- Russos - 58,32%
- Ucraïnesos - 24,32%
- Tàtars de Crimea - 12,1%
- Belarussos - 1,44%
- Tàtars - 0,54%
- Armenis - 0,43%
- Jueus - 0,22%

Altres minories són polonesos, àzeris, coreans, grecs, alemanys, i gitanos. És la llar dels tàtars de Crimea, que actualment són el 13% de la població, com també dels krimtxac, que actualment són ben pocs.

## Economia

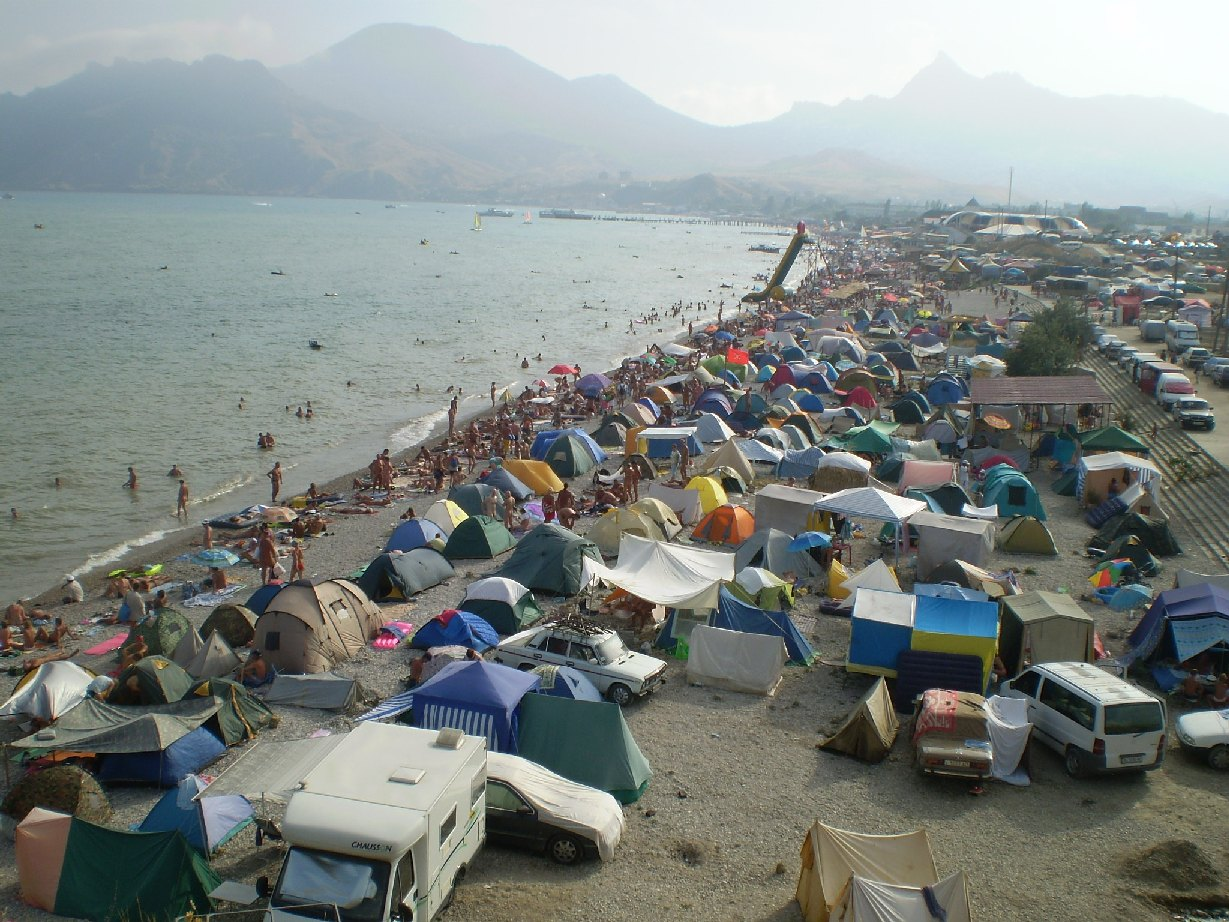
Platja nudista de Koktebel el 2007

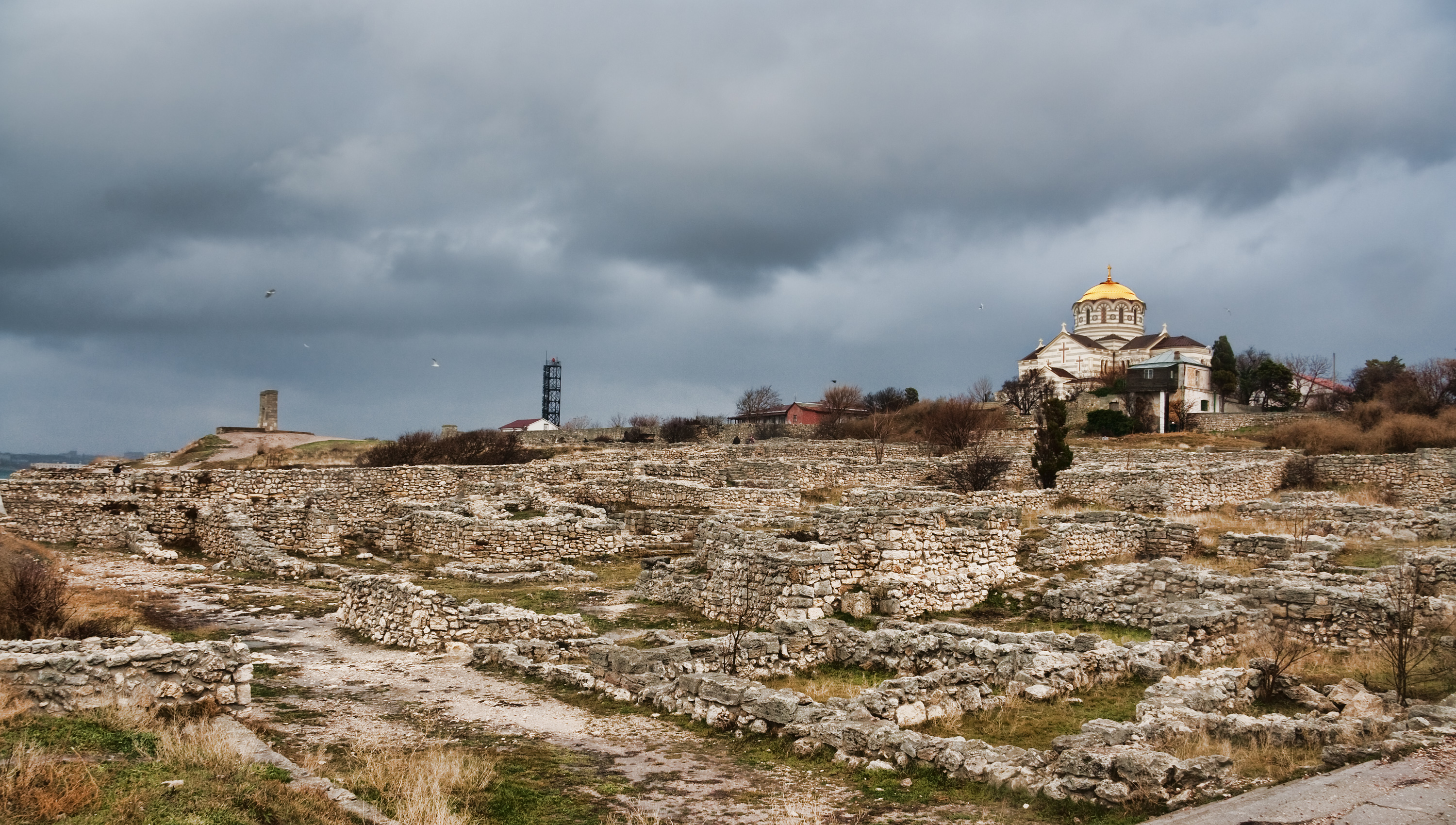
Ruïnes de Quersonès

Gaudeix d'un clima excel·lent per a l'agricultura: tabac, blat, gira-sol, roses i vinya, que facilita la producció d'un bon vi i licors. Fins al 1985 hi havia al país 96 cellers de vi, així com una fàbrica d'ampolles a Simferòpol, però la campanya antialcohòlica de Gorbatxov i Ligatxov el 1989 les va reduir a sis el 1992. Antigament tenia el 73% de la terra en conreu, i era el segon productor de raïm d'Ucraïna. La producció ramadera també era important (651.000 vaques i bòvids, 406.700 porcs i 953.000 ovelles i cabres). Un dels llocs més coneguts pel seu vi és Inkerman (ucraïnès: Інкерман; rus: Инкерма́н, tàtar de Crimea: İnkerman, que significa 'fortalesa-cova').
Tanmateix, no hi ha gaire aigua potable. També hi ha jaciments de ferro a Kertx, però els principals ingressos provenen del turisme que recullen els estacions termals meridionals de Ialta i Feodòssia o Kefe, on hi han estiuejat tots els dirigents soviètics. També hi ha indústries de peix i conserveres a Simferòpol (Aqmescit), tèxtils a Sebastòpol (Aqyar) i de reparació naval a Ienikale, alimentàries a Kertx.
Endemés, també són ports estratègicament importants per a l'antiga flota soviètica al mar Negre, raó per la qual sovint és reivindicada per Rússia. També exporten llurs productes a 86 països, i el 2000 la producció agrària havia crescut en un 7%, mentre que el sector privat comptava ja amb 2.607 empreses (un 16% de l'economia local), d'elles el 15% en construcció, el 26% en transport, el 20% en comerç.
Però els tàtars no gaudeixen gaire d'aquesta situació. Es calcula que el 60% està a l'atur, i vora la meitat no disposa de casa pròpia. En 291 assentaments tàtars, el 25% no tenen corrent elèctric, el 70% tampoc té aigua corrent i el 96% no tenen gas.

## Subdivisions i municipis
Crimea se subdivideix en 25 regions (14 raions i 11 municipis urbans):
- Raions:
  - 1 Raion de Bakhtxisarai
  - 2 Raion de Bilohirsk
  - 3 Raion de Djankoi
  - 4 Raion de Kírovske
  - 5 Raion de Krasnohvardiske
  - 6 Raion de Krasnoperekopsk
  - 7 Raion de Lenin
  - 8 Raion de Nijniohirski
  - 9 Raion de Pervomaiske
  - 10 Raion de Rozdolne
  - 11 Raion de Saki
  - 12 Raion de Simferòpol
  - 13 Raion de Sovetski
  - 14 Raion de Txornomorske

- Municipis urbans:
  - 15 Aluixta
  - 16 Armiansk
  - 17 Djankoi
  - 18 Ievpatòria
  - 19 Kertx
  - 20 Krasnoperekopsk
  - 21 Saki
  - 22 Simferòpol
  - 23 Sudak
  - 24 Feodòssia
  - 25 Ialta
  - 26 Sebastòpol, que té un estatut especial

- Altres municipis importants o emblemàtics:
  - Bakhtxisarai - Un altre municipi important és el de Bakhtxisarai o Bakhtxé Sarai, (tàtar de Crimea: Bağçasaray, que vol dir "Ciutat Jardí", ucraïnès: Бахчисара́й Bakhtxisarai, rus: Бахчисарай Bakhtxisarài, turc: Bahcesaray), que és la capital del raion homònim.
  - Bilohirsk
  - Balaklava, actualment un districte de Sebastòpol
  - Koktebel (ucraïnès i rus: Коктебе́ль, tàtar de Crimea: Köktöbel), poble de la costa sud, abans coneguda com a lloc d'estiueig d'escriptors. També coneguda pel seu conyac, per tenir el fou la platja nudista més llarga de l'URSS, però també i en particular pel seu festival de jazz, que atreu un públic de tota l'antiga URSS i músics de tot el món.
  - Inkerman (ucraïnès: Інкерма́н; rus: Инкерма́н, tàtar de Crimea: İnkerman, que significa "fortalesa - cova"), famós pel seu vi.

## Política
Fins al 1944 formava la República Socialista Soviètica Autònoma de Crimea (Krim ASSR) integrada a l'RSFS Rússia. Després de la guerra va perdre l'autonomia, i el 1954 passà a formar part de l'RSS d'Ucraïna com a óblast sense cap competència.
Des del febrer del 1991 tornà a gaudir d'autonomia (Krim AR), amb un parlament autònom de 98 diputats i un president escollit per sufragi universal. Tanmateix, alguns diputats són tàtars de Crimea i l'únic idioma oficial "de facto" és el rus, tot i que el parlament d'Ucraïna, va aprovar la llei de llengües el 3 de juliol de 2012 per la qual un idioma pot disposar de l'estatus de llengua regional si el nombre de persones que el consideren que la seva llengua materna supera el 10% de la població total de la regió, i es reclamà al Parlament de Crimea que elaborés i sotmetés a consideració les seves propostes sobre l'aplicació de la llei de política lingüística el 10 octubre 2012.
Pel que fa als tàtars de Crimea, els diferents partits han format un Mejlis (Assemblea Nacional dels Tàtars de Crimea) que ha convocat diversos kurultai. Han reconegut com a kan de Crimea Cezzar Giray (1961), darrer descendent de Şahin Giray, i actualment resident a Londres. Tot i que no té cap reconeixement oficial, són la instància tàtara de Crimea a qui s'adrecen les autoritats crimeanes.
El 16 de març del 2014 Crimea organitzà un referèndum per adherir-se a la Federació Russa, amb un resultat favorable del 96,77%. Rússia, posteriorment, va admetre la República de Crimea i la Ciutat Federal de Sebastòpol com a subjectes federals. El nou govern d'Ucraïna, per la seva part, no va admetre el resultat del referèndum i el considera il·legítim, tot i que la separació d'aquesta península d'Ucraïna i la seva adhesió a Rússia s'hagi efectuat ja a tots els nivells.

## Història

### Edat antiga
Dins el primer mil·lenni aC, el principal poble indígena de la península eren els taures, que en temps històrics habitaven principalment les muntanyes al sud de la península, i que donaren el nom amb què els grecs anomenaven la península: Quersonès Tàuric (ἡ Ταυρικὴ Χερσόνησος, llatí: Chersonesus Taurica), és a dir, 'península dels taures'. Al nord dels taures habitaven els escites d'Escítia Menor, que també poblaren les estepes del nord de la península i entraren en conflicte amb els taures. Una de les tribus dels escites fou la dels cimmeris, que donaren nom al Bòsfor Cimmèric, que separa la Tàurida de la Síndica i connecta el Pont Euxí amb la llacuna Meòtida.

Colònies gregues a la Mar Negra

#### Grecs
Els grecs començaren a freqüentar la Mar Negra cap al segle viii aC. El comerç amb els pobles de les seves costes no era rar, però tot i així la zona romania hostil pels grecs, i per aquest motiu l'anomenaren Pont Axí (grec antic: Ἄξεινος Πόντος, 'mar inhòspita'). Cap al segle vii aC, les incursions dels cimmeris a tota la regió dificultaren els contactes entre els grecs i els pobles del Pont, però la derrota d'aquest poble cap al 630 aC provocà que els grecs es començassin a establir a les costes del Pont, a partir de llavors anomenat Pont Euxí (grec antic: Εὔξεινος Πόντος, 'mar hospitalària'), i es fundassin les primeres colònies. A la Tàurida destacaren sobretot les colònies de Milet, amb Panticapèon com a ciutat principal, i també Quersonès, una colònia d'Heraclea.
Cap al segle v aC, les colònies de l'entorn del Bòsfor Cimmeri foren el lloc de naixement del Regne del Bòsfor, que al llarg dels segles següents anà ampliant els seus dominis a mesura que es desenvolupava com a regne hel·lenístic. El segle i aC caigué sota els dominis de Mitridates VI del Pont, i després del seu alliberament esdevengué un estat client de Roma.

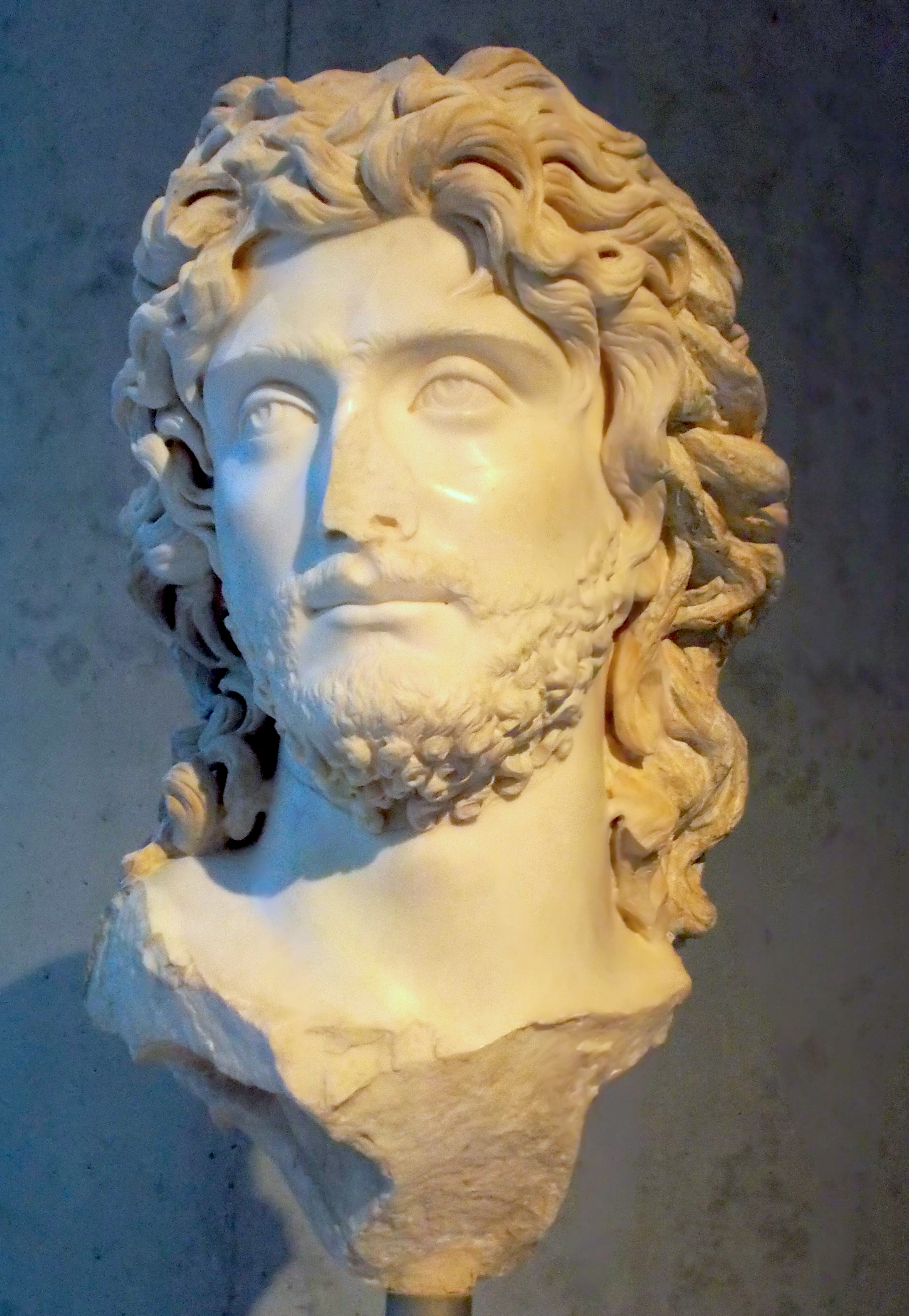
Sauròmates II, rei del Bòsfor

#### Romans
Després de la derrota de Mitridates, el regne del Bòsfor esdevengué un estat client dels romans, amb Farnaces, fill de Mitridates, com a rei. Més tard, Neró va voler conquerir tots els territoris de la Mar Negra, i per això construí la fortalesa de Càrax, deposà el rei Cotis i inclogué el regne del Bòsfor dins la província de la Mèsia Inferior. Aquesta empresa fou infructuosa, i l'any 68 Galba restaurà el regne i la dinastia mitridàtica. Dins el segle i i ii, el regne del Bòsfor gaudí d'un nou període d'esplendor com a estat client de Roma.
El segle iv, els gots i els huns arrasaren moltes de les ciutats de la Tàurida. Tot i així, després d'un segle d'incertesa, la península torna a entrar dins l'Imperi Romà d'Orient en temps de Justinià el Gran, encara que en molts moments fou completament autònoma.

### Edat mitjana
Fou un domini del kanat Khàzar cap a la part final del segle vii, mentre els romans d'Orient dominaven la costa fins al 1239. A la meitat del segle ix van dominar els magiars fins a la part final del segle quan van arribar els petxenegs que hi van ser tot al segle x. Als segles x i xi els russos van formar la colònia de Tmutarakan, segurament prop de la moderna Taman, que va tenir relacions amb l'Imperi Romà d'Orient. A partir del 1030 els cumans (de fet la confederació kiptxak turca de la que els cumans eren el principal grup) van dominar la península, que el 1239 va passar als kans mongols de l'Horda d'Or, que fou conegut també com a kanat Kiptxak, que van imposar una sobirania sobre les ciutats de la costa; a partir del 1265 es van crear colònies genoveses (la primera Kaffa) que de fet van substituir el tema de Kherson i van subsistir fins al 1475. Aquestes colònies foren molt sovint tributàries dels kans mongols i els atacs amb saqueig (com el de 1298-1299) o el setge (com el de 1343) en foren l'excepció.
La primera menció que se'n fa a les fonts musulmanes és una campanya de Kaykubad I (1221-1236). Els mongols van ocupar per primer cop la península temporalment el 1223 i després van retornar el 1238-1239. Al segle següent es va construir una mesquita a la Vella Kirim (Solghad o Solkhat) demanada pels mamelucs egipcis que hi tenien relacions comercials, i després una altra en època d'Uzbeg Khan (1313-1341). Sota aquest darrer l'islam es va estendre entre els tàtars de Crimea. A la península hi havia també jueus (se'n coneixen algunes tombes), karaïtes a Čufut Kale; els ortodoxos tenien un bisbat (hi havia un bisbe dels Gothi) a la Vella Kirim; els llatins orientals estaven representats pels genovesos fins a la seva expulsió el 1475 i tenien un bisbe catòlic esmentat des de 1261; el 1318 es va fundar el bisbat de Kaffa que tenia jurisdicció sobre  Varna  a Bulgària i sobre Nova Sarai, capital de l'Horda d'Or; els bisbat de Kherson es va crear el 1303 i fou organitzat definitivament el 1333, però els intents d'evangelitzar els tàtars van fracassar i al final del segle xiv l'esforç fou abandonat. Un bisbe catòlic fou nomenat a Saray el 1351 que encara hi era després del 1370. En aquest segle es van fundar les colònies genoveses a Sudak, Cembalo (Balaklava), Sebastòpol, Tana (Azov, Azak) i Moncastro (Ak Kirman, Cetaea Alba); els venecians també tenien una colònia a Tana. A les ciutats els llatins hi tenien una administració pròpia però a la península hi vivien altres pobles, armenis, àrabs (comerciants), turcs, lurs, grecs, gots (després barrejats amb els tàtars de Crimea) i algun altre. Hi havia tants armenis que la regió era anomenada Armènia Magna o Armènia Marítima. La península tenia un governador del kan de l'Horda d'Or (un hakim o wali) que gestionava de manera autònoma els intercanvis comercials amb Egipte; esclaus mamelucs de Kirim (Crimea) eren enviats al país del Nil, i es compraven productes com teles i perfums que després es venien cap a l'interior, fins al Volga per la ruta Sughdak (Sudak), Vella Kirim i Perekop. El comerç amb Anatòlia també fou important i amb Trebisonda va durar fins al 1462. Els genovesos venien productes europeus com teles i ceràmiques. La seu del govern mongol era a Vella Kirim i la segona ciutat era Eski Yirt.
Crimea fou entre 1239 i el segle xv un annex secundari de l'Horda d'Or. A vegades va servir de refugi a pretendents com Nogai (1291) i Mamay (1359). Entre 1345 i 1348 fou assolada per la pesta negra que va matar 85.000 persones. El 1399 l'intent de la confederació Lituano-Polonesa d'arribar a la mar Negra i amenaçar Crimea, va fracassar en ser derrotats per Edigu (mestre de palau, rus Yedigey) a la riba del Vorskla; el vencedor va tenir aquí la seva base tant durant la lluita contra Witold de Lituània com després, fins a morir el 1419.
Des de 1359 diverses guerres civils van afectar l'Horda d'Or; uns prínceps que descendien de Genguis Kan i del seu net Togha Temur (fill de Jotxi) es van establir a la península i vers el 1400 van adoptar el nom familiar de Giray o Kerey; van tenir el suport del shirin i així el príncep Devlet Berdi va dominar de fet la península el 1426 i va tractar de tenir relacions comercials amb Egipte (1427) però es va trobar amb l'oposició del kan de la Gran Horda. El seu germà Hadjdji Giray (modern turc Haci I Giray) que el va substituir vers el 1428 (està testimoniat com a kan en monedes el 1429 i es va proclamar sobirà oficialment l'agost de 1449) és considerat el fundador del kanat de Crimea.

### Modernitat
El kanat fou ocupat per Rússia el 13 de juliol de 1771 i el 21 de juliol de 1774 al tractat de Küçük Kaynarca que va posar fi a la guerra russo-turca del 1768-1774, l'Imperi Otomà va renunciar a la sobirania i va quedar sota protectorat rus. L'annexió es va produir el 19 d'abril de 1783. El 1801 es va formar la província de Tauride.
La Península va ser escenari entre el 1854-1856 de la Guerra de Crimea que va enfrontar l'Imperi Rus contra una aliança internacional formada per la Gran Bretanya i França en suport de l'Imperi Otomà.

#### Seglexx
El febrer de 1917 es va crear el partit Milli Firka (Partit Nacional) dels Tàtars. Aquest partit va convocar una assemblea nacional a Simferòpol on els tàtars de Crimea van crear el seu Consell Nacional. Es va designar un Consell Executiu que va organitzar les milícies, i que el 14 d'octubre de 1917 va assolir el govern de fet de la península. El 10 de desembre de 1917 es formava el parlament o kurultay i es constituïa tot seguit el govern nacional que el dia 13 de desembre proclamava la República Popular i Democràtica de Crimea a Ak Saray. El Consell Nacional va utilitzar com a bandera una de blau cel amb el Tamgha daurat al centre; la mateixa bandera però en color vermell de fons es va decretar pels vaixells civils, i amb fons verd per a funcions religioses. El 24 de desembre de 1917 la república declarava la independència però el 14 de gener de 1918 les milícies tàtars eren derrotades a Simferòpol pels bolxevics locals revoltats, que el mateix dia declaraven abolit el govern tàtar. El 7 de març de 1918 els revolucionaris proclamaven la República de Taurida que el 21 de març de 1918 esdevenia la república Soviètica de Taurida. La bandera d'aquesta república fou vermella llisa.
Mentre els alemanys, que havien entrat a Ucraïna i havien ocupat Odessa el 13 de març de 1918, no van tardar a arribar a Crimea ocupant el nord de la península el 19 de març de 1918; van derrotar fàcilment a les forces bolxevics poc equipades i el 18 d'abril tenien el país virtualment ocupat; els líders bolxevics van poder fugir el 21 d'abril, el mateix dia que els alemanys declaraven abolit el seu govern. El 25 de juny de 1918 un govern regional de Crimea, sota control alemany es va establir a Simferòpol. Aquest govern estava dirigit pel general Sulkévitx i va tenir bandera amb la creu de sant Andreu vermella a causa del fet que els alemanys van prohibir l'ús de la tricolor russa. El 14 de novembre de 1918 els alemanys es van retirar, i el govern regional va seguir en funcions fins al desembre de 1918 quan van desembarcar forces aliades (majoritàriament franceses) i es va formar un nou govern blanc proaliat (18 de desembre de 1918) dirigit per un primer ministre, Solomon Krym, amb Vladimir D. Nabokov (pare de l'escriptor russoamericà V.V. Nabokov) com a Ministre de Justícia. Unes setmanes després els bolxevics ocupaven Sebastòpol i el 2 d'abril entraven a Simferòpol; el govern proaliat va fugir el 15 d'abril cap a Istanbul; es creu que va utilitzar una bandera blau cel (el color dels tàtars) amb l'escut provincial rus al cantó. El 29 d'abril el govern provisional dels bolxevics proclamava la República Socialista Soviètica de Crimea. La bandera provisional fou vermella llisa. El 15 de juny de 1919 les forces anticomunistes (blanques) entraven a la península i el 26 de juny la república socialista soviètica quedava dissolta.
Anton Ivànovitx Denikin assolí el govern de la península des de la seva entrada i el va mantenir fins al 4 d'abril de 1920 quan se'n va fer càrrec el general Wrangel. El 17 de maig del 1920 els tàtars proclamaven la república Tàtar de Crimea sota protectorat polonès però a l'octubre l'exèrcit roig ja havia recuperat la major part de la península i la van declarar part de la república Federativa Socialista Soviètica Russa; els blancs van embarcar com van poder cap a Europa i Wrangel va abandonar Crimea el 15 de novembre de 1920.
El 18 d'octubre de 1921 Crimea fou constituïda en república socialista soviètica autònoma de la RFSS Russa i el 10 de novembre adoptava una bandera vermella amb les inicials de la república daurades al cantó, amb dues versions, una amb les inicials només en ciríl·lic i un altre amb les dues llengües oficials, ciríl·lic i tàtar. El 1929 l'alfabet tàtar va adoptar els caràcters llatins (abans aràbics) i el 1938 es va decidir passar als caràcters ciríl·lics.
L'1 de setembre de 1941 els alemanys ocupaven Simferòpol i l'1 de juliol de 1942 entraven a Sebastòpol i la península va quedar ocupada pels alemanys i l'1 de setembre de 1942 es va constituir el Reichskommissariat de Crimea-Taurida (Krim-Taurien) sota Alfred Eduard Frauenfeld fins a l'evacuació alemanya el 9 de maig de 1944. Nominalment l'RSSA quedava restaurada (de fet el govern es va mantenir a l'exili). Els tàtars foren deportats per col·laboració amb els alemanys (1944) i el 30 de juny de 1945 l'RSSA era suprimida i convertida en una òblast (regió) amb el nom de Krymskaya oblast. El 19 de febrer de 1954 Crimea, que depenia de la RFSS Russa, fou transferida a la República Socialista Soviètica d'Ucraïna.
Després de la caiguda de la Unió Soviètica la majoria russa a la península va organitzar moviments autonomistes i separatistes. El 12 de febrer de 1991 es va establir la república Socialista Soviètica Autònoma de Crimea dins Ucraïna i el 26 de febrer de 1992 fou rebatejada república de Crimea, amb autonomia pactada dins Ucraïna.

#### Seglexxi
El dia 6 de març de 2014 el Parlament de Crimea va convocar un referèndum, per annexionar-se a Rússia, en deu dies. L'11 de març el parlament de Crimea ha aprovat una declaració d'independència d'Ucraïna, amb 78 vots favorables dels 100 de la cambra, amb la voluntat d'unir-se a Rússia si el referèndum surt favorable. El referèndum va ser condemnat com a «il·legal» per gran part de la comunitat internacional (incloent-hi 13 dels 15 membres del Consell de Seguretat de l'ONU) per haver-se celebrat fora del marc constitucional d'Ucraïna i estant Crimea sota ocupació militar per part de tropes russes. El resultat va ser d'un 96,7% a favor del «sí». Periodistes estrangers van informar de possibles irregularitats durant el transcurs de la votació, cosa que van disputar les fonts russes.

## Cultura
Crimea acull una gran varietat de festivals anuals de música, com ara:
- Festival internacional de música "Porta de Hiozliov - Basar Oriental" (фестиваль «Гёзлёв къапусы - Східний базар», Festival "Hiozliov kapussy - Skhidnyi bazar", la transcripció del tàtar només aproximatiu). Es presenta en tàtar de Crimea i ucraïnès i es retransmet per la televisió nacional. S'enfoca cap a les cultures turqueses de Crimea i antigues repúbliques de la Unió Soviètica, però hi ha participants d'arreu. El nom "Porta de Hiozliov" prové de l'antic nom de la ciutat de Ievpatòria, on es fa el festival a finals d'agost a Ievpatòria. El 2009 va tenir lloc la sisena edició.
- Festival de Jazz de Koktebel - es fa cada any al municipi costaner i turístic de Koktebel.

## Educació
L'ensenyament obligatori més estès és en rus. Hi ha catorze escoles del sistema públic que ofereixen ensenyament en tàtar de Crimea i línies educatives en aquesta llengua a moltes escoles de llengua vehicular russa. L'enorme manca de recursos docents i la poca preparació dels mestres en tàtar de Crimea, però, fan que la gran majoria d'assignatures s'imparteixin en rus. Hi ha també escoles ucraïneses, on s'imparteix en ucraïnès. A totes les escoles de Crimea l'ucraïnès hi és assignatura obligatòria.